# Verónica Marín Cienfuegos

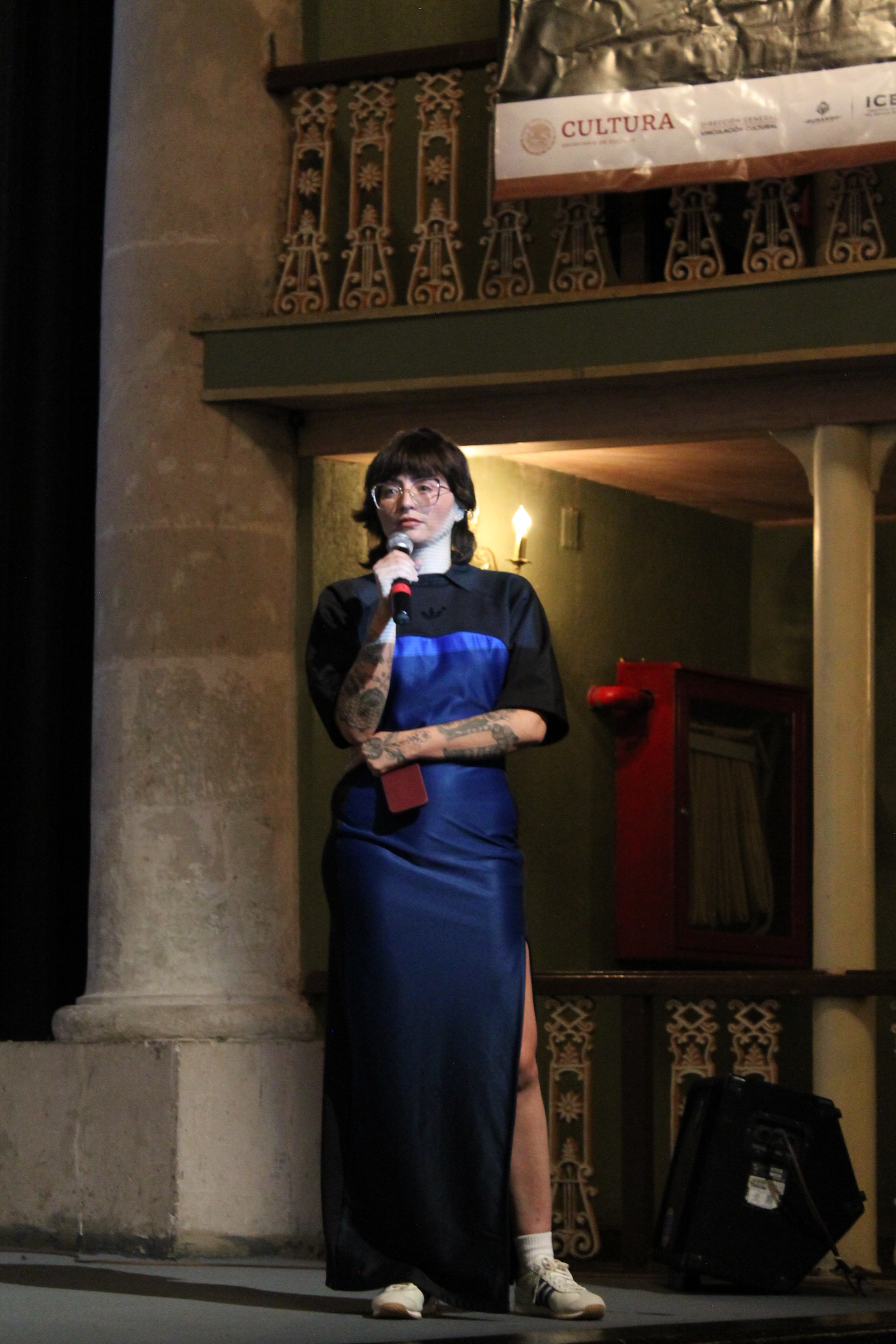

Verónica Marín Cienfuegos (México, 1987) es una guionista, gestora, directora e investigadora, actualmente es docente de la Universidad Autónoma de Aguascalientes y fundadora del Clúster Audiovisual Aguascalientes México.

## Biografía
Verónica Marín Cienfuegos nació en México en el año de 1987, realizó sus estudios universitarios en la Licenciatura en Artes Escénicas y Audiovisuales de la Universidad de la Concordia.
Posteriormente realizó su maestría en Arte en la Universidad Autónoma de Aguascalientes en donde trabajó el tema del "Guión como como una alternativa de lectura", en donde además realizó una estancia en Escuela Internacional de Cine y Televisión de San Antonio de los Baños, Cuba.
En el año de 2022 obtuvo su doctorado en Estudios Socioculturales en la Universidad Autónoma de Aguascalientes en el tema de "El estudio del cine inmersivo de ficción 360° a partir del género: Análisis de su medicación entre espectadoras y espectadores".
Es fundadora del Clúster Audiovisual de Aguascalientes y en el año de 2019 fue organizadora del segundo Festival Internacional de Realización Audiovisual (FIRA), que se realizó en el municipio de San José de Gracia en Aguascalientes, en el cual se planteó la producción de seis largometrajes y un documental.
En 2022 ingresó al Sistema Nacional de Creadores del Arte de la Secretaría de Cultura en la categoría de guion cinematográfico. con el proyecto “El mundo que torna, sigue y gira".

## Premios y reconocimientos
- En 2015, fue becaria del Programa de Estímulo a la Creación y Desarrollo Artístico (PECDA) Aguascalientes, en la categoría de guion cinematográfico y posteriormente en el año 2021 en la categoría de Artes Visuales-Video.
- En 2016 fue becaría del Fondo Nacional para la Cultura y las Artes (FONCA), en la categoría de Jóvenes creadores con el proyecto "Fugas e Irrupciones".
- En 2020 fue beneficiaria de los programas generados a partir de la estrategia "Contigo a la distancia", en la categoría de guion con el proyecto "Consejos para la escritura de guion".
- En 2021 fue acredora del Programa al Fomento del Cine (FOCINE) en la producción de largometrajes de ficción, por parte del Instituto Mexicano de Cinematografía (IMCINE).
- Formó parte de la selección oficial del 18° Festival de Morelia con el cortometraje "Súbito".[1]
- Formó parte de la selección oficial del 20° Festival de Morelia con el cortometraje "Fuego fatuo" en 2022-[7]

## Filmografía
- Tres (2016), largometraje[8][9]
- Súbito (2020), cortometraje[10]
- Trayectos (2020) cortometraje[11]
- Fuego Fatuo (2022), cortometraje[1][12]
- Fugas e irrupciones (2023), largometraje[13][14]